# Ісландія на Олімпійських іграх
Ісландія вперше взяла участь в Олімпійських іграх у 1912, але потім пропустила 4 Олімпіади. З 1936 року країна посилає свою делегацію на кожні літні Олімпійські ігри. Починаючи з 1948 Ісландія пропустила тільки одні зимові Олімпіади: у 1972.
Національний олімпійський комітет Ісландії створено 1921 року й визнано МОК 1935 року.

## Медалісти
| Медаль | Спортсмени | Ігри              | Вид спорту     | дисципліна                     |
| ------ | --- | ----------------- | -------------- | ------------------------------ |
| Срібло | Вільямур Ейнарссон | Мельбурн 1956     | Легка атлетика | потрійний стрибок              |
| Бронза | Б'ярні Фрідрікссон | Лос-Анджелес 1984 | дзодо          | напівважка категорія, чоловіки |
| Бронза | Вала Флосадоттір | Сідней 2000       | легка атлетика | стрибки з жердиною             |
| Срібло | Збірна Ісландії з гандболу: Стурла Асгейрссон, Анор Атласон, Логі Елдон Гейрссон, Сноррі Стейнн Гудйонссон, Грейдар Гудмундссон, Роберт Гуннарссон, Бйоргвін Палл Густавссон, Асгейр Орн Галлгрімссон, Інгімундур Інгімундарсон, Сверре Андреас Якобссон, Александер Петерссон, Гудйон Валур Сігірдссон, Сігфус Сігурдссон, Олафур Стефанссон | Пекін 2008        | Гандбол        | чоловіки                       |

### Медалі за видами спорту
| Вид спорту     | Золото | Срібло | Бронза | Загалом |
| Легка атлетика | 0      | 1      | 1      | 2       |
| Гандбол        | 0      | 1      | 0      | 1       |
| Дзюдо          | 0      | 0      | 1      | 1       |
| Усього         | 0      | 2      | 2      | 4       |